# 钢铁少女
《鋼鐵少女》是由台灣漫畫家皇宇（ZECO）所創作的漫畫作品，目前正於日本連載中。其原型是2009年皇宇於《CCC創作集》刊載的插圖《陽炎少女 -丹陽-》，發表後在日本獲得迴響，進而於2011年在Wani Books漫畫雜誌《COMIC GUM》開始進行連載，第一本單行本上架後首週就拿下了日本亞馬遜分類書籍暢銷第一。2015年6月最新單行本《鋼鐵少女-嵐-》第2集發售，可說是戰艦萌擬人化風潮的先驅。
被認為是最早有明確故事及在設計上有完整系統化（但並非最早繪製艦娘）的艦娘作品，進而影響了日本同樣是以船艦為主題擬人化的遊戲《艦隊Collection》。早在《艦隊collection》上架前兩個月，日本媒體就以「給日本帶來衝擊的美少女戰艦是如何誕生的」為題對皇宇進行專訪，並由其遊戲製作人田中謙介於皇宇畫集《鋼鐵少女圖鑑》上市時為其撰寫了推薦文。

漫畫以第二次世界大戰歷史為背景主線進行，在漫畫中登場的少女們都是戰艦萌擬人化角色，描繪戰爭中在少女們之間發生的故事，故事以驅逐艦雪風與戰艦大和為主角，是一部以軍武為主題的作品。連載期間曾停刊半年左右，到2015年底共有單行本7集（無印1~4、北海女武神1、嵐1~2）；隨著2015年《COMIC GUM》停刊，漫畫本篇進行到第一次所羅門海戰後，目前處於停滯狀態。
2015年宣布改編為電子遊戲並進行遊戲測試，2016年4月28日在台灣由萌貓喵科技在Google Play及App Store上架。，2017年4月13日萌貓喵科技宣布停止客服營運。

## 故事簡介
「大東日」的驅逐艦．雪風是個天然呆的少女，同為「青嵐三番隊」的隊長．高雄，隊友磯風、野分常常被她的糊塗行事搞得哭笑不得。然而，雪風似乎擁有莫名的強運，總是能化險為夷。但在某日一如平常的巡航之後，從外海傳來的襲擊警報，似乎告知了往後一切將不再平靜！？
來自「星連」的強力戰艦．密蘇里以壓倒性的攻勢橫掃千軍，雪風等人逐漸被逼入絕境。此時唯一能依靠的秘密武器．大和，是否能在關鍵時刻扭轉戰局呢！？
隨著戰局擴大，雪風結識了更多戰場上的夥伴，也目睹了現實的殘酷。下定決心希望成為如大和般可靠戰友的雪風，航向未知的海域展開新的冒險……。
以軍艦擬人化為主題的《鋼鐵少女》，作中女主角「雪風」原為大日本帝國海軍軍艦，是在二戰期間大小激戰沉船無數中，唯一能幾乎毫髮無傷存活到終戰的軍艦。終戰後雪風移交中華民國海軍，更名為「丹陽」繼續活躍著擔任要務，被稱為「奇跡軍艦」。

## 登場人物
※以漫畫版第2集與FF25新刊《少女兵器 ~大艦浪漫~》人物介紹為主，次為遊戲登場角色，聲優為遊戲版。

### 大東日軍
驅逐艦‧雪風（聲優：植田佳奈）
女主角，個性天然呆，但是運氣非常好，是戰場上的不死鳥。
驅逐艦‧野分
青嵐三番隊的夥伴。對自己的貧乳非常在意，習慣戴著手套，嘴巴很壞。是雪風一行人中最早接受並體悟戰爭殘酷的角色。
驅逐艦‧磯風（聲優：小清水亞美）
青嵐三番隊的夥伴。對自己的身材與穿著打扮非常的自豪。曾稱呼「神通牌浴缸」為「野人鍋」。
驅逐艦‧朝雲
原本是南洋部隊的副隊長。神通的部下，非常喜歡神通。
輕巡洋艦‧神通（聲優：福井裕佳梨）
川內型2號艦，第二水雷戰隊旗艦。在夜戰中面對強敵，打開探照燈掩護所率領的驅逐雷擊。被人稱為最英勇的軍艦。是水雷戰隊指揮官，負責教導雪風等驅逐的水雷戰術。原南洋部隊的隊長。非常喜歡特訓的麻煩製造者。
重巡洋艦‧高雄（聲優：小清水亞美）
青嵐三番隊隊長。個性有點老古板，卻是很可靠的大姊姊。是個喜愛收集人物模型與漫畫的阿宅大姐。
巡洋戰艦‧天城
天城型巡洋戰艦一號艦，與二號艦赤城是雙胞胎姊妹，有嚴重的戀妹情結。原本與赤城要一起改造成空母，但是天城認為只有身為戰艦才能保護要改造成空母的赤城，執意要成為巡洋戰艦，因此改造成空母的另一個名額落到了加賀身上。以身為天城級巡洋戰艦的代表者而自豪，平常總是一副自信洋溢的樣子，但是個性急躁，加上身為巡洋戰艦的高速，在作戰的時候經常發生從戰列中衝出、單艦闖入敵陣的狀況。在進行過近代化改裝後，大幅強化了對空火力，成為空母部隊的開路先鋒。
巡洋戰艦‧伊吹（聲優：日笠陽子）
伊吹型（十三號型）巡洋戰艦一號艦，大東日艦隊中最先採用46cm主砲的艦隻。除了採用全新的46cm砲之外，在初期艤裝的時候就廢除舷側型的副砲，改用砲塔型的15.2cm連裝砲作為副砲，並且導入大量12.7cm高射砲，採用了許多大東日戰艦以往沒用過的武裝配置方式。同時帶有古典和野性的外觀，令人難以捉摸，很難從外表看出他的笑容下藏著甚麼邪惡想法。天氣熱的時候會不拘小節的癱在地板上，冷的時候會縮到壁櫥裡捲屈成球。在戰場上休息小眠時，4座主砲塔會像眼鏡蛇一般的抬起，進入自動警戒狀態。據說身體中封印了伊吹山神（八岐大蛇），所以保管著大東日神器之一的草薙劍。
超甲巡‧黑姬
黑姬型（B65型）超甲型巡洋艦，設計概念與武裝是以大和型的技術為藍本小型化後的成果。包含主砲塔等，整體外型非常像是像是大和型的縮小版；不過她非常討厭被人誤認成大和型，當別人搞錯時總是暴跳如雷，對大和的態度是4成敵意、3成忌妒、2成瞧不起、1成愛（？）。負責統率重巡以下的水雷戰隊，變成像是孩子王的鴨霸個性，私下把大和還有任務相近的金剛型當成了假想敵。和沒有同型艦的夕張、島風很投緣，常常在一起聊沒有姊妹的好壞與八卦。因為沒有姊妹艦，在大東日主力艦群就像是大家共用的妹妹，在大東日的戰艦姬中可謂備受寵愛（尤其是伊吹型的戶隱）。
戰艦‧大和（聲優：佐藤利奈）
後八八艦隊的戰艦，大和型戰艦一號艦。號稱史上最大最強的戰艦，配備了改良自伊吹型的46cm三連裝主砲，優秀的15.5cm副砲、410mm的側舷裝甲、球塊式艦首等，可謂大東日傾全國之力栽培出來的菁英。擁有連歐美艦艇都相形見拙的巨大上圍，文武雙全、容姿端麗的才女，個性嫻淑但是固執，重視榮譽與責任，責任感強烈的完美超人，但「運氣差」這點也是無人能比的超人境界。由於在其存在公布之前被作為最高機密保護著，所以在一般常識上有些欠缺，偶爾也會有脫線的時候。
戰艦‧長門（聲優：原田瞳）
八八艦隊計畫的首艦，因為在當時大東日的戰艦型少女養成技術還不成熟，所以並不算是完全成功的培育，所以身形嬌小；為了彌補這點，她的小腿部艤裝有些延長機構，與其他船艦有所不同。在經過近代化的改裝之後，防禦力、對空能力和排水量都大幅提升，雖然船速是八八艦隊計畫姊妹中最慢的，但是擁有與其嬌小的身軀不成比例的強大肉搏互毆的能力。傳說她身體中寄宿有神功皇后的荒魂，是大東日艦隊中絕對的存在。因為擁有艦隊巫女的地位，所以雖然知名度很高，卻很少有能吐訴心聲的友人。在將旗艦旗交給大和、解除大東日艦隊旗艦職務後，漸漸露出了解脫的真摯笑容。
戰艦‧紀伊（聲優：日笠陽子）
紀伊級戰艦一號艦，自封八八艦隊第二世代頭頭的囂張傢伙。因為基本規格算是天城的升級版，所以老是喜歡和天城比較優劣。非常喜歡全新的事物，所以從竣工之後就一直要求作各種改裝工作，像是把單裝副砲全部換裝成12.7cm連裝砲塔砲、率先導入長10公分高射砲等，使得她的武裝和當時的姊妹艦有相當明顯的差異。喜歡拖著手下（護衛的輕巡和驅逐艦）揮舞著巨大槍刀到處惹事生非，是大東日艦隊本部列管在案的問題人物。除了對裝備46cm砲的主力艦因為自卑意識而不敢胡來之外，姊妹艦尾張意外的是她的頭號天敵。
戰艦‧土佐（聲優：花澤香菜）
加賀型戰艦二號艦，因為在進水時彩球沒破而被認為是不祥的孩子，所以在空母改造艦選擇時落選，而被做為測試新武器的標的艦。被當成實驗動物一般經歷各種砲擊、雷擊試驗，大東日的技術因此提升，並應用到後來所有戰艦上，但土佐的心靈和身體都已經遍體鱗傷。實驗完畢後，被違背處分命令的研究人員偷偷藏到出生地的長崎的端島，使用其他艦船淘汰的零件慢慢修復船身，最後在接收了加賀的舊主機、長門與陸奧的舊主砲後完成再武裝，拼裝的裝甲擁有大和等級的防禦力。因為抱持著「自己死了也無所謂」的想法，所以常替其他船艦抵擋攻擊，反而讓敵方有著「這傢伙完全不怕死或殺不死」的恐懼感；也因為這樣，讓她在大東日的艦艇中的人緣相當好，不過本人都沒發現這些。在第二次近代化改裝之後，搖身一變成了優雅的古典美女，經常擔任姊姊加賀的護衛艦。
空母‧飛龍（聲優：種田梨沙）
飛龍型航母1號艦，與姐妹艦蒼龍一起組成了第二航空戰隊。在鋼鐵少女中化身為雪風的老師，主要負責教導新的戰術概念。作為教官的經驗老到，是十分重視學生的嚴肅老師，冰冷的外表下其實是熱心腸。
空母‧加賀（聲優：植田佳奈）
加賀型戰艦一號艦，出身名家的千金大小姐。因為艦載航空兵器的發展，大東日在加賀建造當時沒有餘力建造大型艦隻，加上來自外國勢力的干涉，因此選中了建造中的加賀（另外還有赤城）來進行空母的改造實驗。經過多次的改造，終於讓加賀成為了可以搭載大量航空兵力的優秀空母，雖然在速度上不如當時的其他幾艘主力空母，但是其溫和沈穩的個性深受航空GA們的喜愛。而其繼承自戰艦的防禦力與強韌持久力（續航距離），也是大東日空母中最頂級的。因為當初妹妹土佐在空母改裝的甄選中落選而成為標的艦，讓加賀抱著罪惡感，當土佐重新武裝加入戰列之後，和土佐的相處總是相當微妙。
空母‧赤城（聲優：小清水亞美）
天城型巡洋戰艦二號艦，與一號艦天城是雙胞胎姊妹。在遴選改造成空母的艦隻時，速度快的巡洋戰艦是第一個被考慮的，因此赤城和姊姊天城一同被選定為改造艦，但是因為天城的堅持而使得另一個空母改造名額由加賀遞補。在經過數次改造與戰鬥後，赤城成為大東日擁有最大搭載量、戰歷最豐富的優秀空母，但是與擁有同等船體規模的加賀相比，耐久力較為不足是其較大的缺點。和急性子、喜歡橫衝直撞的天城相比，赤城個性深思熟慮具責任感，所以在各機動隊協同作戰的時候經常擔任總旗艦；但是反面則是優柔寡斷而神經質，經常掛在臉上的沉穩而帶點憂鬱的成熟表情倒是引來不少愛慕者。

### 連合軍
驅逐艦‧熱心（聲優：齋藤千和）
女帝聯合所屬A級驅逐艦。能力平均，與同級姊妹阿卡斯塔在遭遇戰巡香霍斯特和格奈森瑙時選擇了英勇奮戰。
驅逐艦‧貝利（聲優：植田佳奈）
星聯所屬本森級驅逐艦，是星聯首級擁有五聯裝魚雷發射管的驅逐艦。並換裝了新型砲塔，火炮攻擊得到提升。
驅逐艦‧弗萊徹（聲優：村川梨衣）
弗萊徹級首艦，火力沒有提升但強化了防禦和生存能力。二戰中共獲得15顆戰役之星。弗萊徹級是星聯最著名的驅逐艦，堅固耐用、空間寬敞，承受嚴重的打擊後仍能堅持戰鬥，許多戰場都活躍著她與及其眾多的姐妹的身影。身為由小姑娘組成的大家族中的長女，不管什麼時候都是元氣十足。
驅逐艦‧空想（聲優：村川梨衣）
空想級驅逐艦首艦。是法蘭克超級驅逐艦的登峰造極之作，噸位和火力都堪比輕巡。航速快，外形低矮，武器強勁，是海上極具威脅性的對手。法國南部的少女形象，熱情而直爽，一直是自信十足的模樣。
輕巡洋艦‧德‧魯伊特（聲優：種田梨沙）
霍爾特所屬。因為自國的殖民地遭到大東日入侵，無奈之下只好參戰。曾在漫畫中直接打破第四道牆。
輕巡洋艦‧伯斯（聲優：加藤英美里）
澳斯托所屬。非常討厭麻煩，也覺得戰爭很麻煩。非常的喜歡胡德。
戰艦‧密蘇里（聲優：原田瞳）
星聯所屬。雖然很強，但是因為個性輕浮所以常招致失敗的類型。口頭禪是「國際交流」。奇妙的能在太平洋戰場上來去自如。
戰艦‧沃絲派特（聲優：福井裕佳梨）
原型為英國皇家海軍伊莉莎白女王級2號艦，曾在日德蘭海戰中遭到猛烈的攻擊，之後久經戰火考驗。被譽為「可敬的老女士」。身為經歷了多次大戰的戰士，對年齡問題卻有點在意，年輕時也有和別人衝突的糊塗事。
戰艦‧胡德（聲優：齋藤千和）
女帝聯合所屬。自尊心強而個性傲慢，但其實是過著得看贊助者臉色的日子。
戰艦‧喬治五世國王（聲優：植田佳奈）
喬治五世國王級戰列艦首艦，裝備少見的四聯裝主炮。曾與羅德尼號一起參與對俾斯麥號的砲擊。整個服役期間一直受到火炮故障的困擾，以至於幾乎從未進行10門主砲的齊射。
戰艦‧前衛
女帝聯合最後的戰列艦，沒能趕上大戰。一度做為皇室出訪的郵船，被人稱為"最豪華的皇室郵船"。
航空母艦‧皇家方舟（聲優：佐藤利奈）
英國皇家海軍建造擁有厚重裝甲飛行甲板的新型航母。在圍殲俾斯麥的戰鬥，曾用箭魚魚雷機將其船舵打壞，為最終將其擊沉奠定了基礎。平時看上去是穩穩噹噹的形象，一旦落於下風就會顯露出爭強好勝的一面。

### 日耳曼
驅逐艦‧Z3（聲優：原田瞳）
日耳曼海軍第一型艦隊驅逐艦，馬力強勁、速度快使她成為海上可怕的對手。
戰鬥巡洋艦‧香霍斯特（聲優：加藤英美里）
為日耳曼前往大東日進行技術交流的戰鬥巡洋艦。在以歐洲戰線為舞台的《鋼鐵少女-北海女武神-》中作為女主角的姿態再登場。
航空母艦‧齊柏林伯爵（聲優：佐藤利奈）
自稱是赤城的遠房表妹，來自日耳曼的航空母艦。曾被寄予厚望，但始終在各地輾轉，未曾真正涉足戰場。

### 敵方
※僅於遊戲中登場
仿輕巡‧影貓級輕巡
專為破壞輕型艦種而設計的戰鬥兵器，為了配合特殊任務所需的目標識別能力，搭載了兩種情感特徵，甚至有在戰鬥中主動提出詢問的紀錄。
仿輕巡‧座狼級輕巡
用作偵查單位的仿輕巡兵器，出現在戰場上時是敵大隊進攻的前兆，表現出的單一情感特徵只是試驗缺陷，並不能與其溝通。
仿輕巡‧蠍獅級重巡
攜帶大量重武裝的火力加強型戰鬥兵器，戰術上為提供密集火力輸出的單位，靈活性有所不足，但也足以產生超越所有試作型兵器的威脅。
戰艦‧海德拉
曾在被完全制壓的戰場上目擊到的身影，在恐怖的戰場殘骸與硝煙之中，也僅能瞥見其巨大軀體的冰山一角。

## 出版書籍

### 單行本
- 《鋼鐵少女》

| 集數 | ワニブックス   | ワニブックス        | 友善文創       | 友善文創           |
| 集數 | 發售日期       | ISBN                | 發售日期       | ISBN               |
| ---- | -------------- | ------------------- | -------------- | ------------------ |
| 1    | 2011年6月25日  | ISBN 978-4847037788 | 2011年7月30日  | ISBN 9789868742116 |
| 2    | 2011年11月25日 | ISBN 978-4847037931 | 2011年12月20日 | ISBN 9789868742123 |
| 3    | 2012年3月10日  | ISBN 978-4847038143 | 2012年6月20日  | ISBN 9789868742147 |
| 4    | 2012年8月25日  | ISBN 978-4847038235 | 2012年11月23日 | ISBN 9789868742178 |

- 外傳《鋼鐵少女-北海女武神-》

| 集數 | ワニブックス  | ワニブックス        | 友善文創      | 友善文創           |
| 集數 | 發售日期      | ISBN                | 發售日期      | ISBN               |
| ---- | ------------- | ------------------- | ------------- | ------------------ |
| 全   | 2013年3月25日 | ISBN 978-4847038655 | 2013年7月27日 | ISBN 9789868742185 |

- 《鋼鐵少女 嵐》

| 集數 | ワニブックス  | ワニブックス        | 友善文創      | 友善文創           |
| 集數 | 發售日期      | ISBN                | 發售日期      | ISBN               |
| ---- | ------------- | ------------------- | ------------- | ------------------ |
| 1    | 2015年1月24日 | ISBN 978-4847039539 | 2015年6月18日 | ISBN 9789869184908 |
| 2    | 2015年5月25日 | ISBN 978-4847039652 | 2016年8月10日 | ISBN 9789869184915 |

### 作品集
- 《鋼鐵少女圖鑑》

| 集數 | ワニブックス  | ワニブックス        | 友善文創      | 友善文創           |
| 集數 | 發售日期      | ISBN                | 發售日期      | ISBN               |
| ---- | ------------- | ------------------- | ------------- | ------------------ |
| 全   | 2014年2月27日 | ISBN 978-4847039119 | 2014年8月15日 | ISBN 9789868742192 |

## 遊戲

《鋼鐵少女》遊戲9.0版本主要介面（戰艦 紀伊）

2015年宣布由Adams Business出品進行手機遊戲化，2015年10月12日進行遊戲測試。
中國大陸由空中網代理，並與其旗下客戶端遊戲《戰艦世界》進行連動。
遊戲Android版於2016年4月28日正式在Google Play商店上架，iOS版於2016年5月13日在App Store上架。

### 遊戲特色
以獨立完整的世界觀和主線故事、獨特的天氣系統和PVP公會玩法，強調各種陣型及艦隊組成，結合策略、養成、戰鬥要素。
官方指出，《鋼鐵少女》遊戲中的主要角色形象均由皇宇親自設計與繪製，此外還邀請眾多中日畫師設計了上百張各具特色的原創立繪。

至於配音部分，則找來了種田梨沙、佐藤利奈、村川梨衣、小清水亞美等多位日本聲優擔任配音。部分人物的立繪還會以 Live2D 的動態效果呈現。

宣傳影片主題曲的部分則是由知名樂團 F.I.R阿沁提供，實現了跨業界與跨國境的合作。

而且遊戲中部分音樂也與《戰艦世界》進行了連動。

### 世界觀設定
目前為止的鋼鐵少女本傳是以二次世界大戰的海戰為基礎，由各個國家分為兩個勢力，由鋼鐵少女們互相進行戰鬥。不過在皇宇老師的後期設定中，各國勢力的鋼鐵少女會協力共同對抗一個神祕的敵方勢力，這個勢力是欲以資本來支配世界的超國家組織壟斷了世界的資源、能源、武器交易、操控世界經濟，為了發展與生存，鋼鐵少女中的國家不得不對外尋求領土與資源，而導致了世界戰爭。在遊戲設定中，鋼鐵少女們與「組織」自行研發的武力展開了激烈的戰鬥。
由於鋼鐵少女們的自主意識，使得戰爭雖然激烈，但是各國對於兵器的需求並沒有達到「組織」的預想，因此「組織」決定發展屬於自己的武力，以誘發更大的衝突。鋼鐵少女們的自主意識與感情會自然的抑制戰爭的傷亡，有感情的個體在養成時間上也比較長，因此「組織」開始研究感情稀薄的類鋼鐵少女作為操控世界局勢的武力，這就是遊戲中的敵軍艦隊的由來。
在原設定中，初期階段的兵器試作階段，是外型與武裝都無法穩定維持的狀態。幾乎沒有感情，作戰模式單調，甚至會採取自殺式攻擊。經過不斷的改造，輕巡以下的兵器已經能穩定維持武裝，「組織」開始嘗試製造戰艦等主力船艦。之後投入量產的中期個體武裝上已經與鋼鐵少女相差無幾，甚至出現一些超越了常規的大型船艦。不過由於與鋼鐵少女更加接近，其中也出現了能覺醒為真正的鋼鐵少女的個體。

### 主要系統介紹
遊戲中的主要系統與功能介紹
資源
主要分為「燃料」、「彈藥」、「鋼材」、「鋁材」，以一小時為基準，除鋁材一小時產量為20單位之外，其它三項資源皆為一小時生產60單位，超過容量上限後將停止生產，也可透過「出征」、「演習」、「遠征」、「戰役」、「解體」艦船、「廢棄」裝備或由「商城」購買等各種方式額外取得，為用於遊戲中各種建造與補給等；除主要四項資源之外，還有可用於商城購買各式道具及物資的「鑽石」，鑽石可靠儲值與官方活動及提升角色好感度取得。
出擊
遊戲中的作戰模式為回合制，可配合戰鬥開始前的陣型配置選擇而進而影響戰鬥的走向，共有6種陣型可供選擇，分為「單橫陣」、「複綜陣」、「雁型陣」、「輪型陣」、「梯形陣」、「單綜陣」，每項陣型各有不同的影響效果；戰鬥開始後將依艦隊中艦船排序依次進行攻擊，將會攻擊敵方艦隊中隨機艦船，如艦隊中該回合所屬之序列艦船遭到擊沉，則攻擊方將會喪失該回合的攻擊權；一般攻擊階段分為2輪，當第2輪攻擊結束後如果敵方尚有艦船殘留，則可選擇進入「夜戰」模式進行最後一輪攻擊；此外，在戰鬥開始前，如果「索敵」效果成功，並且艦隊中「輕母」、「航母」等有配載攻擊性飛機裝備之艦船，將會先開始進行航空戰後才開始正式戰鬥；玩家艦隊設定中序列第一位艦船為「旗艦」，當所屬旗艦成為「大破」或「擊沉」狀態時，於戰鬥結束後玩家將無法接續前往地圖下一關而強制結束出擊。
| 《功能》 | 簡介 |
| -------- | --- |
| 出征     | 主要分為5章主線任務關卡，每章又分為4小關，每小關中有由英文字母所代表的A-Z點，擊破該點敵方艦隊後，如有兩條以上的前進路線，將由電腦隨機分配的機率決定所前往的下一點，部分地點也可透過艦隊編排等各種特殊條件提升前往的機率。每一地點在戰鬥勝利後皆有機率掉落各種類不同的船隻。 |
| 演習     | 一共分為10關，每一關皆為電腦隨機分配之其它玩家的代表艦隊，每兩關之間有一處補給點，玩家可以獲得不同數量的隨機道具。 |
| 遠征     | 一共分為5章，每章皆有時間一長一短的探索關卡，各可派遣一支艦隊前往，並且不需消耗補給資源，隨著出征主線章節通關而開啟後續部分的關卡，不同關卡所能收穫的主要資源也不同，長時間探索可獲得較大量的資源與較多道具，反之短時間則較少。                                             |
| 戰役     | 為代表歷史上著名戰役之關卡，共分為四關，隨著出征主線章節通關而開啟後續部分，將有機率取得改造各類艦船所需之『艦船改造核心』，普通關卡掉落機率為50、困難關卡掉落機率為100%。                                                                                                  |

整備
| 《功能》 | 簡介 |
| -------- | --- |
| 修理     | 可供艦船中破、大破、擊沉等各種損壞狀況時回復使用，艦船等級越高，則修理時間越長，但也可使用『快速修理』道具進行立即回復。                                                                                      |
| 強化     | 可以將不需要的艦船作為消耗，提升主要艦船「攻擊、魚雷、裝甲、防空」等數值，使艦船變得更為強力，作為材料來源的艦船所能提升的數值種類與大小也各不相同。                                                          |
| 改造     | 當艦船到達指定等級後，將可以數量不等的『艦船改造核心』與一定量的各式資源進行艦船的升級，改造後的艦船階級將會上升一階、各項數值將得到強化，專屬的角色立繪也會多少有所改變。少部分艦船可以進行二次改造。        |
| 技能     | 進行過改造的艦船將可以獲得3至4種不等的不同的技能選擇，一次只能選擇一項進行強化，最多強化3次。強化技能需使用一定數量的『作戰筆記』，其可透過「解體」多餘的艦船和獲得，每艘船解體後所能獲取的筆記數量也不一定。 |

開發
| 《功能》 | 簡介 |
| -------- | --- |
| 建造     | 主要可分為輕型艦、重型艦、特型艦、新型艦等類型，需消耗『造船藍圖』(可透過「任務」及「遠征」等各種管道取得，也可於商城中直接以鑽石購買)，隨著所追加的資源種類及數量不同，建造出各種艦船的機率也會不同。建造介面偏右上角處有「建造紀錄」，其中紀錄一段時間內其他玩家所建造的艦船及所使用之配方；新型艦部分為活動使用，於官方開啟建造活動後可使用，可以較高的機率建造出當期活動官方所發布的新艦船。 |
| 解體     | 可於「船塢」頁面一次選擇最多10艘多餘的艦船進行拆解，拆解後將可回收部分資源以及數量不等的「作戰筆記」道具，可用於改造後的艦船技能加成。 |
| 開發     | 同「建造」方法類似，可以產出各式不同稀有度及種類的裝備，需消耗『裝備藍圖』(可透過「任務」及「遠征」等各種管道取得，也可於商城中直接以鑽石購買)，隨著所追加的資源種類及數量不同，開發出各種裝備的機率也會不同。建造介面右上角處有「建造日誌」，其中紀錄一段時間內其他玩家所開發的武器及所使用之配方。                                                                                             |
| 廢棄     | 可在「倉庫」頁面選擇最多40項不同的武器，在選擇多餘的數量後進行拆解，拆解後可回收部分資源。 |
| 科技     | 可提升玩家作戰、開發、生產、儲存等各種方面的數值比率，等級1-40級每2級可獲得1個科技點，43-90級後每3級獲得1科技點，每次升級科技需要消耗1科技點，可消耗20『裝備藍圖』進行點數的重置。 |

船塢
| 《功能》 | 簡介 |
| -------- | --- |
| 編隊     | 可讓玩家進行艦隊的編組，每一艦隊最多可由6艘艦船組成，並可依玩家喜好修改艦隊名稱，共分為4組，顯示於主要遊戲介面的秘書艦船以第一艦隊為主。 |
| 配裝     | 即時顯示各艦隊及全船塢艦船的現有裝備配置，可供玩家快速瞭解及進入艦船角色頁面進行裝備設定。                                               |
| 船塢     | 可讓玩家瀏覽當前所擁有的全部艦船。 |
| 倉庫     | 可讓玩家瀏覽當前所擁有的全部裝備及數量。                                                                                                 |

其它主要功能
| 《功能》 | 簡介 |
| -------- | --- |
| 聊天頻道 | 以全伺服器交流的「世界」頻道為主，另外還有「公會」、「私聊」頻道，可透過於世界頻道點擊特定玩家名字而直接切換到私聊頻道，亦可於私聊頻道透過直接輸入指定玩家名字而進行的訊息發送。 |
| 郵件     | 主要用於接收官方臨時通知與各項獎勵或補償物資，未開放玩家使用。 |
| 公告     | 主要用於當期官方活動資訊的公布。 |
| 簽到     | 每天可進行一次簽到，並免費領取各種不同或隨機的資源、道具。 |
| 戰績     | 全伺服器玩家的各項成就排行榜，主要分為「本月功勳」、「本月擊沉」、「艦隊實力」、「艦船搜集」，前兩項基本為每月初進行重置，有時官方活動會使用。 |
| 圖鑑     | 主要分為「普通圖鑑」與「改造圖鑑」，可讓玩家瀏覽已取得過的艦船資訊，艦船專屬聲優資訊也可於圖鑑進行確認，改造圖鑑則需要玩家進行過艦船改造後才會開啟。 |
| 好感     | 艦船的好感度確認頁面，可供玩家送禮及觀看好感度獎勵台詞與語音，主要分為「陌生」、「友善」、「親密」、「愛」，當全部好感度皆到達100%之後，玩家將可透過『訂婚戒』道具進行訂婚，訂婚後的艦船等級上限將可上升至200，『訂婚戒』道具可透過任務或官方活動免費取得，亦可直接透過商城進行購買。 |
| 任務     | 主要分為「主線」( 藍底 )、「日常」( 黃底 )、「周常」( 綠底 )，主線任務只可通過一次，日常及周常任務則分別為每日及每週更新一次，玩家可透過任務取得各種不同數量的資源及道具。 |
| 公會     | 主要功能有「演習」、「排名」、「租借」、「兌換」，公會成員最多可增加置30位，成員每天可於公會中租借一艘艦船給其他成員使用，擺放之後無法更換，出租至每天早上9點結束並可進行「經驗結算」，租借後的各種出征、演習等活動所得經驗值將會反饋回該艦船上，出租者可以『公會幣』回饋感謝租借者，『公會幣』可於「兌換」頁面使用於購買各種資源，『公會幣』可由任務等管道取得，或也可直接使用鑽石購買；「演習」、「排名」功能目前尚未開放。 |
| 商城     | 可供玩家儲值鑽石，以及使用鑽石購買各項資源與道具、遊戲內功能的擴充等。 |
| 設置     | 玩家可於設置介面進行音樂、音效、幀數、語言的調正與語音的下載，以及觀看安裝遊戲後首次啟動時所播放的片頭PV以及輸入遊戲相關的兌換序號。另外，遊戲主程式版本及玩家帳號所屬UID也可於此進行確認。 |

### 主要聲優
| 聲優名     | 配音                           |
| ---------- | ------------------------------ |
| 村川梨衣   | 薩拉托加、弗萊徹、空想         |
| 福井裕佳梨 | 神通、沃絲派特、約克鎮         |
| 齋藤千和   | 胡德、鳥海、熱心               |
| 加藤英美里 | 香霍斯特、格奈森瑙、伯斯       |
| 日笠陽子   | 俾斯麥、紀伊、伊吹             |
| 小清水亞美 | 赤城、高雄、磯風               |
| 原田瞳     | 密蘇里、長門、Z3               |
| 植田佳奈   | 雪風、喬治五世國王、加賀、貝利 |
| 種田梨沙   | 飛龍、德‧魯伊特、恩特普萊斯    |
| 佐藤利奈   | 大和、齊柏林伯爵、皇家方舟     |
| 花澤香菜   | 土佐                           |
| 黃佳琪     | 本森、洛陽                     |
| 新月冰冰   | 鞍山                           |

### 音樂
遊戲主題曲
(閃耀未來~ 前進吧！鋼鐵少女~)
作曲、編曲：山口朗彥，填詞：うらん，主唱：花澤香菜

### 爭議
由於日本知名網頁遊戲《艦隊Collection》成功吸引了大量玩家，不少遊戲開發商因而對其借鑒、模仿甚至抄襲、冒名，包括曾在中國大陸地區網路上引發《艦隊Colletion》玩家集體抗議的《舰娘世界》（曾名「舰娘国服」）、《炮妹》、《战舰少女》、《舰娘收藏》等等。因此，雖然本作漫畫作品已於2009年出現、並於2011年即出版單行本，但還是在遊戲測試初期即引起了原作支持者與《艦隊Collection》及上述提及之其它爭議性遊戲之玩家的相關爭議，褒貶不一。
值得一提的是，此遊戲被認為是最早有明確故事及在設計上有完整系統化（但並非最早繪製艦娘）的艦娘作品，並且早在《艦隊Collection》上架前兩個月，日本網路媒體GAME Watch就以「給日本帶來衝擊的美少女戰艦是如何誕生的」為題，對皇宇進行過專訪，而且其也曾受《艦隊Collection》遊戲製作人田中謙介大力推荐，並於皇宇畫集《鋼鐵少女圖鑑》上市時為其撰寫過推薦文。
於遊戲發布初期，也爆出直接挪用另一款爭議性遊戲《戰艦少女R》的部分原創裝備與臺詞數據（於官方人員內部徹查後立即修正），另有流言指出遊戲使用了《戰艦少女R》的原始碼；但經程式相關工作的網友拆封比對後，證實兩者的程式語法架構在不同的基礎上，根本無法直接使用，單純是因為玩法類似而造成的巧合。
另外，在中國空中網伺服器方面的其中一支宣傳PV中，由於中國對版權意識尚處於起頭階段，外包廠商對版權重視度不夠，部份場景直接使用了著名美少女遊戲的場景（台灣方面宣傳則未使用該PV）而引發了爭議，而官方則在第一時間將該PV下架並重新製作。

## 著作權紛爭
2015年底，《鋼鐵少女》經友善文創總經理王士豪談成了授權製作成手機遊戲，授權金約新台幣300多萬元，王士豪提出友善文創提高分成至六成。皇宇在兩個月後收到的費用為新台幣40萬元；友善文創表示，其他超過三分之二的收入必須攤提公司的支出，公司發給固定職員的薪資、甚至王士豪出國的旅費。之後皇宇於繪製手機遊戲立繪時，每組稿費僅收到約原定分成的6成。
2016年11月底，皇宇被友善文創單方面告知兩個正在進行中的日本合作都中止，並被友善文創強行要求簽下兩張合約，其中一份為保密合約，另一份將過去九年的作者與經紀人關係扭曲成業務授予，將皇宇變成友善文創旗下承包商；友善文創並企圖將《少女兵器》與《鋼鐵少女》的著作權全部拿走，公司擁有百分之百的著作權，而作者是零。
2016年12月底，皇宇查出《鋼鐵少女》手遊授權金實約新台幣900多萬元，而王士豪以保密為由禁止開發方職員再跟皇宇聯繫。
皇宇與友善文創爆發經紀合約糾紛以來，《鋼鐵少女》手遊台灣代理商萌貓喵科技始終堅定支持皇宇。2017年經紀糾紛經台灣媒體曝光後，友善文創檯面上表態「分手不出惡言」，實則在檯面下斬斷皇宇生計：2017年2月15日，友善文創向萌貓喵科技發函警告，不得與皇宇有任何合作。而友善文創在事件爆發前後，屢屢向《鋼鐵少女》手遊研發商「上海丰游信息科技有限公司」批評萌貓喵科技有諸多不是。2017年4月13日，萌貓喵科技公告，因上海丰游聽信友善文創之說詞，萌貓喵科技即日起停止對《鋼鐵少女》手遊提供客戶服務。

## 外部連結
- 陽炎少女-丹陽: CCC創作集-數位典藏與數位學習國家型科技計畫成果入口網 （页面存档备份，存于）
- 「zeco」のプロフィール [pixiv]  （页面存档备份，存于）
- 鋼鉄少女_広報局 (@battleship_girl) | Twitter （页面存档备份，存于）
- 少女兵器諜報部 （页面存档备份，存于）
- 少女兵器諜報部2.0 - Facebook （页面存档备份，存于）
- Friendly Land 友善文創 （页面存档备份，存于）
- 友善文創(Friendly Land) - Facebook （页面存档备份，存于）
- 《鋼鐵少女》手機遊戲官方網站
- 鋼鐵少女委員會 - Facebook （页面存档备份，存于）
- 鋼鐵少女 哈啦板 - 巴哈姆特（漫畫） （页面存档备份，存于）
- 鋼鐵少女 哈啦板 - 巴哈姆特（遊戲） （页面存档备份，存于）